# كوهيه كياسو
كوهيه كياسو (喜安浩平 كياسو كوهيه) هو ممثل ياباني ولد في 19 فبراير 1975 في مقاطعة إهيمي.

## أدواره في الأنمي

### مسلسلات أنمي تلفزيونية
- هاجيمي نو إيبو - إيبو ماكونوتشي
- هاجيمي نو إيبو New Challenger - إيبو ماكونوتشي
- هاجيمي نو إيبو Rising - إيبو ماكونوتشي
- أمير التنس - كاورو كايدو
- أمير التنس الجديد - كاورو كايدو
- المقيم الأبدي - جوني غيوبوتسو
- دراغون درايف - كوهيه توكي
- Noein - فوكورو
- فافنر في السماء الزرقاء - سوشي ميناشيرو
- فافنر في السماء الزرقاء EXODUS - سوشي ميناشيرو
- حكاية الفتى هانادا - أمانوجاكو

### أوفا أنمي
- هاجيمي نو إيبو Champion Road - إيبو ماكونوتشي

### أفلام أنمي
- فافنر في السماء الزرقاء HEAVEN AND EARTH - سوشي ميناشيرو

## وصلات خارجية
- كوهيه كياسو على موقع IMDb (الإنجليزية)
- كوهيه كياسو على موقع قاعدة بيانات الفيلم (الإنجليزية)
- كوهيه كياسو على موقع كينوبويسك (الروسية)
- كوهيه كياسو على موقع ANN person (الإنجليزية)